# Zweefvliegvereniging
Een zweefvliegvereniging is een vereniging waarbinnen het mogelijk is om te zweefvliegen. In Nederland zijn ongeveer 4000 zweefvliegers actief. Zij vliegen bij 40 zweefvliegclubs op 30 zweefvliegvelden.

## Locaties
De zweefvliegvelden in Nederland zijn ruwweg als volgt verdeeld:
- 1/3 op militaire velden,
- 1/3 op pure zweefvliegvelden,
- 1/3 op velden waar ook ander burgerluchtvaartverkeer plaatsvindt.

De meeste zweefvliegvelden in Nederland bevinden zich in het oosten en zuiden van het land. Daar is de thermiek vaak gunstiger en zijn er minder hoogtebeperkingen dan in het westen.
Bijna de helft van alle zweefvliegers van Nederland woont in West-Nederland, terwijl daar maar 7 van de 30 zweefvliegterreinen liggen. Veel zweefvliegers reizen daarom naar het oosten om daar hun sport uit oefenen.

## Zweefvliegverenigingen

### Nederland
- Aeroclub Nistelrode (ACN)
- Aero Club Salland (ACS)
- Amsterdamsche Club voor Zweefvliegen (ACvZ)
- Delftsche Studenten Aeroclub (DSA)
- Drienerlose Zweefvlieg Club (DZC)
- Eerste Limburgse Zweefvliegclub (ELZC)
- Eerste Zaanse Zweefvlieg Club (EZZC)
- Eerste Zeeuws-Vlaamse Aero Club (EZAC)
- Eindhovense Aero Club (EAC) - gefuseerd met de VZC
- Friese Aero Club (FAC)
- Gelderse Zweefvliegclub (GeZC)
- Gilzer Luchtvaartclub Illustrious (GLC)
- Gliding Adventures Europe (GAE)
- Gooise Zweefvliegclub (GoZC)
- Groninger Studenten Aeroclub (GSA)
- Kennemer zweefvliegclub (KZC)
- Leidsche Studenten Aeroclub (LSA)
- LSK Zweefvliegclub Gilze-Rijen (LSK)
- Noord Nederlandse Zweefvlieg Club (NNZC)
- Nijmeegse Aeroclub (NIJAC)
- Nijmeegse Studenten Aeroclub (NSA) Stabilo
- Stichting Zweefvliegers Terlet (SZT) - opgeheven
- Twentsche Zweefvlieg Club (TZC)
- Venlo Eindhoven Zweefvlieg Club (VEZC)
- Vliegclub Haamstede (VCH)
- Vliegclub Hoogeveen (VCH)
- Vliegclub Teuge, afdeling Zweefvliegen (VCT)
- West Brabantse Aeroclub (WBAC)
- Zweefvliegclub Ameland (ZCA) - opgeheven
- Zweefvliegclub Den Helder (ZCH)
- Zweefvlieg Club Noordoostpolder (ZCNOP)
- Zweefvliegclub Eindhovense Studenten (ZES)
- Zweefvliegclub Flevo (ZC Flevo)
- Zweefvliegclub Deelen (ZCD)
- Zweefvliegclub Rotterdam (ZCR)
- Zweefvliegclub Volkel (ZVC Volkel)
- Zuidhollandse Vliegclub (ZHVC)

### België
Liga van Vlaamse Zweefvliegclubs
- Albatros Zweefvliegclub (Hasselt)
- Limburgse Vleugels (Zwartberg/Genk)
- Koninklijke Kempische Aeroclub (Weelde)

### Suriname
- Zweefvliegclub Akka 95 (Paramaribo)